# Jean-François Lécureux
Jean-François Lécureux est un scénariste de bande dessinée français né le 1er novembre 1954 à Paris.

## Biographie
Il est le fils de Roger Lécureux, scénariste prolifique de Pif-Gadget créateur notamment de Rahan avec  André Chéret, des Pionniers de l'Espérance, etc. Cependant il ne fait pas à l'origine carrière dans ce milieu. Il a été pilote moto de vitesse et d'endurance pour Suzuki, Honda et Yamaha, champion de France de vitesse sur circuit. Il crée par la suite une entreprise de vente et de fabrication de bateaux à moteur transportables. Puis il la vend pour une autre activité de fabrication d'avions modèles réduits et créateur de drones.
C'est en 1998 qu'il fait incursion dans le monde de la bande dessinée. En effet, face au succès de l'intégrale Rahan publiée par Soleil Productions, il souhaite étoffer les aventures du héros. Il crée donc la maison d'édition  « Lécureux productions » et publie un album inédit signé Jean-François, Roger Lécureux et André Chéret en juin 1999, mais Roger Lécureux meurt le 31 décembre 1999. Il avait toutefois rédigé avec son fils un deuxième album et le début du troisième que Jean-François achève seul
. Il continue un temps la série en hommage à son père, au rythme d'un album par an. Les sorties se font ensuite plus rares, puis s'arrêtent après la mort d'André Chéret.
Jean-François Lécureux est l'initiateur en 2018 d'une exposition Rahan dans laquelle plus de 200 œuvres originales couvrant différentes périodes de la série sont présentées.

## Publications
- Rahan, dessin d'André Chéret, couleurs Chantal Chéret, Lécureux production
  - Le Mariage de Rahan, 1999
  - La Montagne fendue, 2000
  - Les Fils de Rahan, 2002
  - Les Bêtes folles, 2003
  - Le Secret de Solutré, 2004
  - La Liane magique, 2005
  - Le Combat de Pierrette, 2006
  - Le Trésor de Bélesta, 2007
  - La Horde des bannis, 2008
  - La Légende de la grotte de Niaux, juin 2009
  - L'Incroyable Romain la Roche, juin 2010